# Житомирський Ілля Олексійович
Ілля Олексійович Житомирський (12 жовтня, 1989, Москва, СССР — 12 листопада, 2011, Сан-Франциско, США) — російсько-американський розробник програмного забезпечення, засновник соціальної мережі Diaspora.

## Біографія

### Дитинство, навчання, заснування проекту Diaspora
Житомирський народився 12 жовтня 1989 року в Москві, СРСР, у Олексія Медовика і Інни Житомирської. Його батько і дід по материнській лінії — математики. У 2000 році його сім'я емігрувала до Сполучених Штатів. Він вивчав математику, економіку та інформатику в Університеті Тулейн, Університет штату Меріленд і Нью-Йоркському університеті. У вільний час Житомирський їздив на велосипеді і танцював.
В Університеті Нью-Йорка він вивчав інформатику в Курантівському Інституті математичних наук, де він зустрів трьох друзів, з якими він в 2010 заснував соціальну мережу Diaspora*.
Проект був задуманий після того, як засновники побували на лекції професора Колумбійської школи права і активіста безкоштовного програмного забезпечення Ебен Моглен в лютому 2010 року про загрозу особистому життю, що йде від комерційних послуг Інтернету. За словами Моглен, Житомирський: "дуже талановитий і найідеалістичніший у групі. У нього був вибір між аспірантурою і цим проектом, і він вирішив зробити проект, тому що він хотів зробити щось зі своїм часом, щоб нести свободу".

### Смерть
Увечері 12 листопада 2011 року Житомирський був знайдений мертвим в своєму Сан-Франциско будинку поліцією. Медична експертиза офіційно підтвердила смерть як самогубство в квітні 2012. Він помер від асфіксії з використанням інертного газу гелію. У той час як повідомлення в пресі підозрюють тиск роботи над Діаспорою як можливий привід до самогубства, співзасновник "Діаспори" Максвелл Зальцберг не погодився. Він заявив: "Так, я згоден, що, бути засновником стартапу це стрес. Але не стрес від роботи вбив Іллю. У нього були свої проблеми. Він хворів." Мати Житомирського, Інна Житомирська, не стала коментувати повідомлення про його психічне захворювання, але вона сказала про участь в "Діаспорі": "Я твердо переконана, що якби Ілля не розпочинав цей проект, а залишився в школі, він би був живим сьогодні"
Village Voice каже, що Житомирський "часто описується як най-ідеалістичніший і приватно-свідомий член групи" і оголосив про його смерть "руйнівним відступом" для Діаспори.